# Gmina zbiorowa Brome
Gmina zbiorowa Brome (niem. Samtgemeinde Brome) – gmina zbiorowa położona w niemieckim kraju związkowym Dolna Saksonia, w powiecie Gifhorn. Siedziba administracji gminy zbiorowej znajduje się w mieście Brome.

## Podział administracyjny
Do gminy zbiorowej Brome należy siedem gmin, w tym jedno miasto (niem. Flecken):
1. Bergfeld
2. Brome
3. Ehra-Lessien
4. Parsau
5. Rühen
6. Tiddische
7. Tülau